# فندق ترانسيلفانيا
فندق ترانسيلفانيا (بالإنجليزية: Hotel Transylvania)‏ فيلم كوميدي أمريكي محرَّك حاسوبيًّا من إنتاج كولومبيا بيكتشرز وسوني بيكتشرز أنيميشن وإخراج جندي تارتاكوفسكي صدر عام 2012. وهو الأول من سلسلة أفلام تحمل نفس الاسم. ألَّف قصة الفيلم تود دورهام ودان هيغمان وكيفين هيغمان وكتب نصَّه بيتر باينهام وروبرت سميجل. الفيلم من بطولة آدم ساندلر وأندي سامبيرج وسيلينا غوميز وكيفن جيمس وستيف بوشيمي وديفيد سبيد وسيلو غرين وفران دريشر ومولي شانون وجون لوفيتز وكريس بارنيل.
تدور أحداث قصة الفيلم حول مصاص الدماء كونت دراكولا الذي يملك ويدير فندقًا اسمه فندق ترانسيلفانيا يستريح فيه الوحوش من ويلات البشر. يدعو دراكولا بعض أشهر وحوش العالم إلى الفندق للاحتفال بعيد ميلاد ابنته الشابة مَيْفِس ذات المائة والثمانية عشر عامًا. وعندما يدخل الفندق فجأة شاب بشري بعمر الحادية والعشرين اسمه جوناثان، يتوجب على دراكولا فعل كل ما بوسعه لإخراجه من الفندق قبل أن تقع ميفس في حبه وقبل أن يكتشف الزبناء الوحوش أن بشريًّا قد دخل الفندق.
أصدرت الفيلم شركة سوني بيكتشرز رليسينغ بتاريخ 28 سبتمبر 2012. وبلغ إجمالي إيرادات الفيلم في شباك التذاكر 358 مليون دولار في جميع أنحاء العالم، وذلك مقابل ميزانيةِ إنتاج قدرها 85 مليون دولار. كما رُشح الفيلم لجائزة غولدن غلوب لأفضل فيلم رسوم متحركة. وألهم نجاح الفيلم إنتاجات عديدة بما فيها سلسلة تتمات من ثلاثة أفلام كان أولها «فندق ترانسيلفانيا 2» الصادر عام 2015، ليصبح بذلك فندق ترانسيلفانيا علامة تجارية إعلامية.

## القصة
في عام 1895، يبني كونت دراكولاـ بعد أن قتل البشر زوجته مارثا، فندق خمس نجوم خاصًّا بالوحوش بعيدًا عن البشر في ترانسيلفانيا ويربي فيه ابنته الصغيرة مَيْفِس. ويشكل هذا الفندق ملاذًا آمنًا ومهربًا للوحوش من أذى البشر. وكثيرًا ما يزور الفندق وحوشٌ مشاهير أمثال فرانكنشتاين وزوجته يونيس، والمستذئب واين وزوجته واندا وأبناؤهم الكثيرون، والرجل الخفي غريفين، والمومياء الحية موراي.
في الوقت الحالي وأثناء عيد ميلاد ميفس الثامن عشر بعد المائة، يسمح دراكولا لابنته بمغادرة القصر لاسكتشاف عالم البشر لكنه يشترط عليها الذهاب إلى قرية هي الأقرب للفندق. وكان أبوها في الحقيقة هو من أمر ببناء تلك القرية ودسَّ فيها حشدًا من الأموات الأحياء متنكرين على شكل بشر هدفهم إخافة الفتاة وجعلها تشمئز من البشر فلا تبتغي لقاءهم مرة أخرى. وتنجح الخطة وتعود ميفس خائبة إلى الفندق. ويرى شاب بشري بعمر الواحدة والعشرين اسمه جوناثان «جوني» لوغران حشد الزومبي وهم عائدون من القرية إلى الفندق فيتبعهم ظنًّا منه أنهم أشخاص متجهون إلى حفل تنكري. وما إن يدخل جوني الفندق حتى يلاحظه دراكولا فيخطفه ويلبسه زيًّا تنكريًّا على شكل فرانكنشتاين ويدعي أنه ابن عم الأخير المسمى «جوني شتاين» حتى لا يشك زبناء الفندق في أمره. وسرعان ما يلتقي جوني بميفس ويحدث بينهم «زينك» وهي كلمة يستخدمها الوحوش للإشارة إلى الحب من النظرة الأولى. وبعد فشل دراكولا في إخراج جوني بدون أن يُلاحظ، يدعي أن جوني منظم حفلات أحضره لكي يبعث الحياة في حفلات الفندق التي باتت تقليدية مملة. وسرعان ما يصبح جوني شخصية محبوبة لدى الوحوش، وهو ما يزعج دراكولا. يأمر الأخير جوني بالذهاب، مهددًا إياه بمص دمائه إن لم يفعل، ويهم جوني المذعور بالعودة إلى منزله لكن ميفس تعيده. ويُري جوني ميفس جمال طلوع الشمس ويلهمها ذلك بإعطاء البشر فرصة ثانية.
وفي هذه الأثناء، يكتشف طاه الفندق كوازيمودو بمساعدة جرذته الأليفة إزمرالدا أن جوني إنسان ويخطفه ليطبخه. ويتدخل دراكولا لإنقاذ جوني ويستعمل سحره لتجميد كوازيمودو حتى لا يُطلِع أحدًا أن جوني بشري. يأخذ دراكولا جوني إلى مسكنه ويريه لوحة لزوجته القتيلة مارثا ليُريه لماذا بنى الفندق وأصبح مفرطًا في حماية ابنته ميفس. يتفهم جوني ويوافق على المغادرة وعدم العودة أبدًا، لكن دراكولا يُقنعه بالبقاء حتى نهاية حفلة عيد ميلاد ميفس حتى لا يُفسِد عليها فرحتها.
وتغمر ميفس السعادة في الحفلة في الليلة التالية وتتشوق لفتح هدية تركتها لها أمهما لعيد ميلادها الثامن عشر بعد المائة. لكن دراكولا يستشيط غضبًا عند رؤيته ميفس تقبل جوني ويعترف في موجة غضبه أنه كان قد خدع ميفس بالقرية. ويقتحم المكان الطاه كوازيمودو الذي بالكاد يستطيع التحرك بمساعدة إزمرالدا ويطلع الجميع أن جوني بشري ألبسه دراكولا زيًّا تنكريًّا. يُصدم نزلاء الفندق ويشعرون بالإهانة وأنهم قد خُدعوا ومن جهة أخرى تبقى ميفس على رأيها وتريد أن تكون مع جوني. يتظاهر الأخير بأنه لا يكترث بأمرها احترامًا لأبيها ويغادر الفندق في عجلة.
تُحلِّق ميفس إلى سطح الفندق مع هدية والدتها ويتبعها دراكولا لمواساتها. ويكتشف أن الهدية هي كتاب يروي كيف أن دراكولا ومارثا حدث بينهما «زينك» ووقعا في الحب. ويدرك دراكولا أنه أخطأ في حق جوني. فيقوم بالاعتذار إلى النزلاء الساخطين عليه ويقنع فارنكنشتاين وواين وغريفين وموراي بالخروج معه إلى عالم البشر لإيجاد جوني. وتخبرهم ويني، إحدى بنات المستذئب واين، مستخدمةً حاسة شمها القوية، أن جوني في صدد ركوب طائرة متجهة إلى الولايات المتحدة.
ينطلق الأربعة مسرعين باتجاه المطار لكن بلدة تحتفل بمهرجان الوحوش تعطلهم. يوافق البشر على مساعدة الوحوش وتتعاون مجموعة من الرجال الذين يرتدون زي دراكولا في تشكيل طريق خال من أشعة الشمس باستخدام أَقْبِيتهم يُمكِّن دراكولا من الإسراع في اتجاه المطار. وعند الوصول إليه، يرى جوني في نافذة طائرة على وشك الإقلاع فيتحول إلى خفاش ويطارد الطائرة تحت أشعة الشمس التي تبدأ في حرق جلده. وبعد نيله انتباه جوني، يتجه دراكولا إلى مقدمة الطائرة ويستخدم قوى السيطرة على العقل على الطيار ويعتذر من خلاله لجوني ويخبره بأن ميفس كبيرة بما يكفي لتفعل ما تشاء. يقبل جوني الاعتذار فيقوم دراكولا من خلال الطيار بإعادة الطائرة إلى مطار ترانسيلفانيا.
يعيد دراكولا جوني إلى ميفس معلنًا تقبُّله له. ويعترف جوني لميفس أن «زينكـ»ـهما متبادل. ويكمل الوحوش حفلة ميفس مع بقية نزلاء الفندق.

## طاقم الممثلين
- آدم ساندلر في دور كونت دراكولا الملقب «دراك»: مصاص دماء ومالك ومدير فندق تراسيلفانيا ووالد ميفس المفرط في حمايتها.[13]
- أندي سامبيرج في دور جوناثان لوغران الملقب «جوني»: شاب فضولي يقتحم الفندق وتقع في حبه ميفس.[13]
- سيلينا غوميز في دور ميفس دراكولا: ابنة كونت دراكولا ومارثا.[13]
- كيفن جيمس في دور فرانكنشتاين: من أعز أصدقاء دراكولا والذي هو بمثابتة العم لميفس والذي يمضي أغلب وقته مع موراي.[13]
- فران دريشر في دور يونيس: زوجة فرانكنشتاين وأعز صديقات مارثا.[12]
- ستيف بوشيمي في دور واين: مستذئب من أعز أصدقاء دراكولا وزوج واندا.[12]
- مولي شانون في دور واندا: مستذئبة وزوجة واين الحاملة حملًا كبيرًا وصديقة يونيس المفضلة.[12]
- ديفيد سبيد في دور الرجل الخفي غريفين: شبح وأحد أعز أصدقاء دراكولا.[14]
- سيلو غرين في دور موراي: مومياء ذكر قصير وسمين ومن أعز أصدقاء دراكولا ويمضي أغلب وقته رفقة فرانكنشتاين.[14] يلعب دوره كيغان-مايكل كي في الفيلمين التاليين.
- جون لوفيتز في دور كوازيمودو ويلسون: طاه أحدب والذي كان عمله في السابق دقّ جرس كاتدرائية نوتردام الذي يحلم بأن يطبخ إنسانًا في دور .[12][15]
- جيم وايز ولونيل في دور رؤوس مقلَّصة في شكل علّاقات أبواب على باب غرفة ميفس.[16]
- كريس بارنيل في دور سيد ذبابة: مدير قسم اللياقة البدينة في فندق ترانسيلفانيا الذي يستطيع ترجمة أي لغة.
- براين جورج في دور كائن على شكل درع صفيحية يرأس قسم حراس الأمن بالفندق.
- براين ستاك في دور طيار يقود طائرة جوناثان المتجهة إلى الولايات المتحدة.
- جاكي ساندلر في دور مارثا: زوجة دراكولا وأم ميفس التي قتلها حشد غاضب من البشر عندما كانت ميفس لا تزال رضيعة.
- روب ريجل في دور هيكل عظمي حيّ.
- بول بريتين في دور السيد غوليغان: زومبي سباك.
- براين مكان في دور وحش مكسو بالشعر يشبه اليتي.

لعب جيم وايز وبول بريتين وجوني سولومن وكريغ كلمان وبراين مكان دور الرؤوس المختلفة للسيد هيدرابيرغ وهي حية عدار.

## الإنتاج

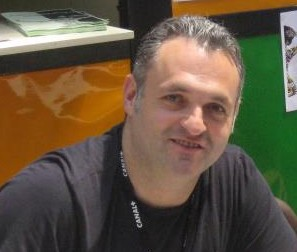
عرض المخرج جندي تارتاكوفسكي بعضة مشاهد من الفيلم في نسخة 2012 من مهرجان آنسي الدولي لأفلام الرسوم المتحركة.

كان الكاتب الكوميدي تود دورهام هو في الأصل من ألفَّ وطوَّر «فندق ترانسيلفينيا» والذي اقتبسه من كتابه الذي يحمل نفس الاسم. وبعد أن قام بالعمل التحضيري لسلسلة أفلام ومسلسلات تلفزيونية وألعاب فيديو وكتب وسِلَع وسلسلة فنادق ومُدُن ملاهٍ، أحضر الرزمة غيرَ مدعوٍّ إلى أبواب كولومبيا بيكتشرز وبدأ العمل عليها في سوني بيكتشرز أنيميشن حيث أصبح واحدًا من عدة كُتَّاب عملوا على المشروع.
مرت عملية التطوير في المجموع على ستة مخرجين مختلفين. في عام 2006، عُيِّن أنثوني ستاتشي وديفيد فايس ليصبحا أول مخرجين يديران الفيلم. ثم حلت محلَّهما جيل كالتون في عام 2008، وتَبِعها في 2010 كريس جنكينز رفقةَ تود ويلدرمان. في فبراير من عام 2011، أصبح جندي تارتاكوفسكي، مؤلفُ مختبر دكستر وساموراي جاك، سادسَ مخرجٍ يعمل على الفيلم، وكان أولَ فيلم طويل يُخرجه في مسيرته. أعاد تارتاكوفسكي تصوُّر الفيلم ليتماشى مع نسق الحيوية والاندفاع والمبالغة الذي يطغى على الرسوم المتحركة ثنائيةِ الأبعاد والذي يُرى بشكل خاص في أعمال المخرج تيكس أيفري، حيث قال: "أخذت كل الأساليب التي أحبها في الرسومِ ثنائيةِ الأبعاد وطبقتها هنا" مضيفًا "لا أريد للرسوم المتحركة أن تحاكي الواقع. أريد تخطي الواقع." "أردت أن تكون لي بصمة حتى تقول "جندي فقط من يمكنه فعل هذا.' إنه أمر صعب، خاصة مع التحريك الحاسوبي، لكني أرى أن هناك الكثير من اللحظات التي تشعر لي بأنها حقًّا أنا، لذلك آمل أن تكون مختلفة بما يكفي لتظهر فيها بصمة."
في نوفمبر 2011، أُعلن أن مايلي سايرس ستلعب دور مافيس، ابنةِ دراكولا المراهقة، غير أنها طُردت من طاقم الفيلم في فبراير 2012. اعترفت سايرس لاحقًا في أغسطس 2019 أن ذلك كان بسبب تصرف غير أخلاقي من جانبها. أُعلن لاحقا أن سيلينا غوميز ستحل محلَّها.
بحسب تارتاكوفسكي فإن نسخة دراكولا المفضلة لديه كانت نسخةَ بيلا لوغوسي، خاصةً في سياق «أبوت وكوستيلو». عندما كان فتًى صغيرَ السن لم يحبَّ أفلام الرعب ولذلك لم يشاهدها أبدًا. وعوضًا عن ذلك، تعرَّف على كل تلك الشخصيات من خلال الكوميديا عبر حلقاتٍ كـ«أبوت وكوستيلو يلتقيان فرانكنشتاين» و«أبوت وكوستيلو يلتقيان المومياء». قال تارتاكوفسكي متحدثًا عن عمله على الفيلم «لا أريد أن أخيف أحدًا. أريد فقط جعلَهم يضحكون مع هذه الشخصيات الأيقونية.»

## الموسيقى التصويرية
- "Where Did the Time Go Girl (Party Version)" (أين ذهب الوقت يا فتاة - نسخة الاحتفال) من تأليف آدم ساندلر وروبرت سميجل ودينس وايت وإنتاج ستاتيك رفنجير.
- "Daddy's Girl" (ابنة أبيها) من تأليف آدم ساندلر وروبرت سميجل وغناء آدم ساندلر.[34]
- "Call Me Mavy" (سمِّني ميفي) من غناء تريسي إل.[35]
- "Problem (The Monster Remix)" (مشكلة - ريميكس الوحوش) من تأليف هنري والتر ولوكاس غوتوالد وبيكي جي وويل.آي.أم وغناء بيكي جي وويل.آي.أم.
- «Overprotected» (محمية حماية مفرطة) من تأليف ماكس مارتن وغناء بريتني سبيرز.
- "Sexy and I Know It" (مثير وأعرف أني مثير) من غناء إل إم إف أي أو.
- «الزينك» من كتابة آدم ساندلر وروبرت سميجل ودينيس وايت، وإنتاج ستاتيك رفنجير، وغناء آدم ساندلر وآندي سامبرغ وسيلو غرين وكيفين جيمس وسيلينا غوميز.[34]
- "Helpless" (مغلوب على أمري) من تأليف وغناء بيتر تيفرنيك.[34]
- "Sweet 118" (عيد الميلاد الثامن عشر بعد المائة) من تأليف آندي سامبرغ وستووارت هارت وتريفور سيمسون، وغناء آندي سامبرغ.[34]
- "Hush Little Baby" (لا تبك يا صغيرتي) من غناء آدم ساندلر.[34]
- "Monster Mash" من غناء بوبي بيكيت.[34]

## الإصدار
عُرض «فندق ترانسيلفانيا» لأول مرة بتاريخ 8 سبتمبر 2012 في مهرجان تورونتو السينمائي الدولي. وأُصدر على نطاق واسع في 28 سبتمبر 2012. ابتداءًا من تاريخ 26 أكتوبر 2012، بدأت مسارحُ مجموعة ريغال إنترتينمانت بعرض الفيلم القصير المحرَّك تقليديًّا «ليلة سعيدة يا سيد فوت» قُبيل الفيلم. الفيلم القصير مبني على «فندق ترانسيلفانيا» ومن إخراج وتحريك جندي تارتاكوفسكي.

### الإصدارات المنزلية
صدر «فندق ترانسيلفانيا» على شكل بلو راي (ثنائي وثلاثي الأبعاد) ودي في دي بتاريخ 29 يناير 2013 مرفوقًا بالفيلم القصير «ليلة سعيدة يا سيد فوت».

## ردود الفعل

### النقد
قيَّمت نسبة 44% من أصل 144 ناقدًا اُسطلعت آراؤهم على موقع الطماطم الفاسدة تقييمًا إيجابيًّا حيث كان معدل التقييمات 5.35 من أصل 10. ويقول الإجماع النقدي للموقع «قد ينال أسلوب فندق ترانسيلفانيا المرِح والطائش إعجابَ الأطفال، لكن الجماهير الأكبر سنًّا قد تجده صاخبًا بعض الشيء وذا نصٍّ سطحي.» وحصل الفيلم في موقع ميتاكريتيك على متوسط مرجح قدره 47 من أصل 100، بناءً على آراء 32 ناقدًا، ويقابل تلك النتيجة في نظام الموقع تقييم «مراجعات متبانية أو متوسطة». وكان متوسط الدرجات الذي نتج عن استطلاعات سينماسكور حول الفيلم "A–" على مقياس من A + إلى F.
قيَّم محرر آي جي إن جوف تشابمان الفيلم 9 من أصل 10 وكتب «هذا فيلمٌ مرِح مليء بالنكت الغريبة والشخصيات المحبوبة. وبه بعضة أغان وكأنها تسويق للموسيقى يستهدف الأطفال، والقصة بالطبع يمكن التنبؤ بأحداثها إلى حد كبير، لكن غرض هذا الفيلم هو الاستمتاع برحلة مرِحة مع شخصيات رائعة. إنه فيلم سيستمتع به الصغار والكبار على حد سواء. فندق ترانسيلفانيا مكان سترغب في زيارته بلا شك.»

### شباك التذاكر
بلغ إجمالي إيرادات الفيلم 148.3 مليون دولار في أمريكا الشمالية و210.1 مليون دولار في بقية الدول ليصل مجموعات الإيرادات على مستوى العالم 358.4 مليون دولار. ميزانية الفيلم المُعلن عنها رسميًّا تقدر بـ85 مليون دولار، إلا أن موقع ددلاين هوليوود الإخباري زعم بأن تكاليف الفيلم وصلت 104 مليون دولار. وأنفقت شركة سوني 52.1 مليون دولار على تسويق الفيلم في الولايات المتحدة و31 مليون دولار على تسويقه في بقية دول العالم.
تصدَّر «فندق ترانسيلفانيا» شباك التذاكر بـ11 مليون دولار في جُمُعته الأولى و42.5 مليون دولار محليًّا و50.6 مليون دولار عالميًّا خلال أسبوعه الأول، محطمًا بذلك آنذاك الرقم القياسي لأكثر الأفلام ربحًا في شهر سبتمبر، والذي حطمته لاحقًا تتمته «فندق ترانسيلفانيا 2» في عام 2015 بإجمالي عطلة أسبوع قدره 48.5 مليون دولار. وكان الفيلم أكثر أفلام سوني بيكتشرز أنيميشن ربحًا في عرضه الأول محليًّا، وخلفه أيضًا لاحقًا «فندق ترانسيلفانيا 2». وبحسب رئيس قسم التوزيع العالمي بشركة سوني، روري برور، فإن سوني كانت راضية عن أداء الفيلم الذي كان «أكثر مما كان يتصوره الكل ويفوق التوقعات في كل سوق يفتح فيه.» صدر «فندق ترانسيلفانيا» في الصين بتاريخ 28 أكتوبر 2013 بعد أكثر من عام من عرضه الأول على مستوى العالم، وبلغ إجمالي إيراداته بالصين 11،180،000 دولار.

### الجوائز
| الجائزة                | الفئة                                            | الفائز                                               | النتيجة |
| ---------------------- | ------------------------------------------------ | ---------------------------------------------------- | ------- |
| جوائز آني              | جائزة آني لأفضل فيلم رسوم متحركة                 |                                                      | رُشِّح     |
| جوائز آني              | تصميم الشخصيات في فيلم رسوم متحركة طويل          | كارلوس غراغيل                                        | رُشِّح     |
| جوائز آني              | تصميم الشخصيات في فيلم رسوم متحركة طويل          | كارتر غودريتش                                        | رُشِّح     |
| جوائز آني              | الإخراج في فيلم رسوم متحركة طويل                 | جندي تارتاكوفسكي                                     | رُشِّح     |
| جوائز آني              | الموسيقى التصويرية في فيلم رسوم متحركة طويل      | مارك موذرسباو                                        | رُشِّح     |
| جوائز آني              | تصميم الإنتاج في فيلم رسوم متحركة طويل           | مارسيلو فنيالي                                       | رُشِّح     |
| جوائز آني              | التمثيل الصوتي في فيلم رسوم متحركة طويل          | آدم ساندلر                                           | رُشِّح     |
| جوائز آني              | التحرير في فيلم رسوم متحركة طويل                 | كاثرين آبل                                           | رُشِّح     |
| جوائز الغولدن غلوب     | أفضل فيلم رسوم متحركة                            | جندي تارتاكوفسكي                                     | رُشِّح     |
| جمعية المؤثرات البصرية | تحريك مميز في فيلم رسوم متحركة طويل              | ليديا بيتغوني، جيمس كروسلي، مايك فورد، دانييل كريمر  | رُشِّح     |
| جمعية المؤثرات البصرية | شخصية رسوم متحركة مميزة في فيلم رسوم متحركة طويل | بيل هولر، تيم بيكستون، خورخي فيغارا (لشخصية دراكولا) | رُشِّح     |
| جائزة اختيار الأطفال   | الصوت المفضل من فيلم رسوم متحركة                 | آدم ساندلر (في دور دراكولا)                          | فوز     |

## التتمات
صدرت تتمة الفيلم الأولى بتاريخ 25 سبتمبر 2015 بعنوان «فندق ترانسيلفانيا 2». وتدور أحداثها بعد سبع سنوات من أحداث الفيلم الأول. الفندق فيها فاتحٌ أبوابه للنزلاء البشر والكونت دراكولا تؤرقه مشكلة أن حفيده ذا الخمس أعوام ليس مصاص دماء نقيًّا كونه بشري الأب. لم يتغير طاقم الفيلم الأصلي ولا كادره باسثناء سيلو غرين في دور المومياء موراي الذي حل محله كيغان-مايكل كي. وكان من ضمن المنسبين الجدد إلى طاقم الممثلين ميل بروكس في دور فلاد والدِ دراكولا، ونيك أوفرمان وميغان مولالي في دور مايك وليندا والدَي جوناثان، وآشر بلينكوف في دور دينيس ابن ميفس وجوناثان نصف البشري نصفِ مصاص الدماء.
أما تتمة الفيلم الثانية فصدرت بتاريخ 13 يوليو 2018 بعنوان «فندق ترانسيلفانيا 3: عطلة متوحشة». وتدور أحداثها حول وقوع دراكولا عن غير قصد في حب امرأة تسمى أريكا تنحدر من صياد مصاصي الدماء الشهير فان هيلسنج، وذلك أثناء قضائه عطلة على ظهر سفينة سياحية مع عائلته.
في 26 فبراري 2019، أعلنت شركة سوني بيكتشرز أنيميشن فيلمًا رابعًا في السلسلة من المقرر أن يصدر بتاريخ 22 ديسمبر 2021. وفي 24 أبريل 2020، قُدِّم موعد إصدار الفيلم إلى تاريخ 6 أغسطس 2021. ومن المقرر أن تخرج الفيلم جنيفر كلوسكا وديريك درايمون وأن تعود سيلينا غوميز للعب دور ميفس.

## وصلات خارجية
- فندق ترانسيلفانيا على موقع IMDb (الإنجليزية)
- فندق ترانسيلفانيا على موقع ميتاكريتيك (الإنجليزية)
- فندق ترانسيلفانيا على موقع روتن توميتوز (الإنجليزية)
- فندق ترانسيلفانيا على موقع نتفليكس (الإنجليزية)
- فندق ترانسيلفانيا على موقع ألو سيني (الفرنسية)
- فندق ترانسيلفانيا على موقع Turner Classic Movies (الإنجليزية)
- فندق ترانسيلفانيا على موقع أول موفي (الإنجليزية)
- فندق ترانسيلفانيا على موقع بوكس أوفيس موجو (الإنجليزية)
- فندق ترانسيلفانيا على موقع فيلمافينيتي (الإسبانية)
- فندق ترانسيلفانيا على موقع قاعدة بيانات الأفلام السويدية (السويدية)